# Cristiane Justino
Pour les articles homonymes, voir Justino et Santos (homonymie).
Cristiane Justino, dite Cyborg, née le 9 juillet 1985 est une pratiquante brésilienne d'arts martiaux mixtes (MMA) évoluant au sein du Bellator MMA dans la catégorie des poids plumes.

## Biographie
Cristiane Justino a pratiqué le Muay thaï et le Hand-ball, sport dans lequel elle a un niveau national. Elle a été repérée lors d'un match par Rudimar Fedrigo, l'un des entraineurs de la Chute Boxe Academy qui lui a proposé de venir s'essayer au MMA.

## Parcours en MMA

### Débuts
Cristiane Justino a fait ses débuts professionnels en MMA à Curitiba au Brésil le 17 mai 2005 face à la brésilienne Erica Paes lors de l'évènement Show Fight 2. Elle se fait surprendre par son adversaire par une clé de genoux en moins de 2 minutes de combat et subit sa première défaite.

### Suspension pour dopage
Le 6 janvier 2012, Cristiane Justino, dite Cyborg, est contrôlée positive au stanozolol, un stéroïde anabolisant. En conséquence, sa victoire contre Hiroko Yamanaka le 17 décembre 2011 au Strikeforce est annulée, elle est suspendue 1 an et demie, et écope d'une amende de 2 500$. En mars 2017, Germaine de Randamie refuse de la combattre pour le titre à l'UFC 214 déclarant que Cyborg était "une tricheuse confirmée" et qu'elle est "prête à perdre sa ceinture en refusant ce combat". Cyborg récupérera la ceinture vacante en battant Tonya Evinger par TKO. Fin 2019, Dana White, président de l'UFC, met fin au contrat de Cristiane Justino après le dernier match de son contrat à l'UFC 240 soldé par une victoire sur Felicia Spencer
. Elle avait alors un bilan de 21 victoires pour 2 défaites.

### Invicta Fighting Championships
Cristiane Justino défend son titre des poids plumes de l'Invicta FC face à la Canadienne Charmaine Tweet le 27 février 2015 lors de l'Invicta FC 11 qui se tient à Los Angeles. Dès le début des hostilités, Cristiane Justino avance sur son adversaire et ne tarde pas à trouver l'ouverture par un coup de poing qui envoie Charmaine Tweet au tapis. Celle-ci encaisse d'autres frappes, se défend tant bien que mal et parvient à se relever. Mais elle est déjà trop diminuée et ne peut plus se défendre, l'arbitre n'a pas d'autre choix que de stopper rapidement le combat. Cristiane Justino l'emporte par TKO et conserve son titre.
Cristiane Justino est opposée à la Néo-zélandaise Faith Van Duin pour une nouvelle défense le 9 juillet 2015 au Cosmopolitan de Las Vegas. La Brésilienne comme à son habitude se montre très agressive dès le début du combat. Faith Van Duin résiste et tente d'amener le combat au sol sans y parvenir. Cristiane Justino place alors un coup de genou au corps à son adversaire qui s’écroule et prend une rafale de coup de poing. L'arbitre arrête ce combat qui aura duré 45 secondes et Cristiane Justino conserve son titre.
Elle remporte également le bonus de performance de la soirée.

### Distinctions
- Strikeforce
  - Championne Strikeforce des poids plumes (x1) (depuis le 15 août 2009).
- Invicta FC
  - Championne Invicta FC des poids plumes (x1) (depuis le 13 juillet 2013).
  - Performance de la soirée (x1) (9 juillet 2015 face à Faith Van Duin).

## Palmarès en arts martiaux mixtes
| 25 combats     | 22 victoires | 2 défaites |
| Par KO         | 18           | 1          |
| Par soumission | 0            | 1          |
| Sur décision   | 4            | 0          |
| Sans décision  | 1            | 1          |

| Résultat      | Record   | Adversaire              | Méthode                                   | Événement                            | Date              | Round | Temps | Lieu                                | Notes |
| ------------- | -------- | ----------------------- | ----------------------------------------- | ------------------------------------ | ----------------- | ----- | ----- | ----------------------------------- | --- |
| Victoire      | 22–2 (1) | Julia Budd              | TKO (poing)                               | Bellator MMA in 2020 Bellator 238    | 25 février 2020   | 4     | 1:14  | Inglewood Californie, États-Unis    | Pour le titre Bellator Women's Featherweight World Championship. |
| Victoire      | 21-2 (1) | Felicia Spencer         | Décision Unanime                          | UFC 240: Holloway vs. Edgar          | 27 juillet 2019   | 3     | 5:00  | Edmonton, Alberta, Canada           | |
| Défaite       | 20-2 (1) | Amanda Nunes            | KO (coups de poing)                       | UFC 232: Jones vs. Gustafsson        | 28 décembre 2018  | 1     | 0:51  | Los Angeles, Californie, États-Unis | Perd le titre des poids plumes de l'UFC. |
| Victoire      | 20-1 (1) | Yana Kunitskaya         | TKO (coups de poing)                      | UFC 222: Cyborg vs. Kunitskaya       | 3 mars 2018       | 1     | 3:35  | Las Vegas, Nevada, États-Unis       | Défend le titre des poids plumes de l'UFC. |
| Victoire      | 19-1 (1) | Holly Holm              | Decision unanime                          | UFC 219: Cyborg vs. Holm             | 30 décembre 2017  | 5     | 5:00  | Las Vegas, Nevada, États-Unis       | Défend le titre des poids plumes de l'UFC. Combat de la soirée. |
| Victoire      | 18-1 (1) | Tonya Evinger           | TKO (coups de genou)                      | UFC 214: Cormier vs. Jones 2         | 29 juillet 2017   | 3     | 1:56  | Anaheim , États-Unis                | Remporte le titre vacant des poids plumes de l'UFC. |
| Victoire      | 17-1 (1) | Lina Lansberg           | TKO (coups de poing)                      | UFC Fight Night: Cyborg vs. Lansberg | 24 septembre 2016 | 2     | 1:21  | Brasilia, Brésil                    | |
| Victoire      | 16-1 (1) | Leslie Smith            | TKO (coups de poing)                      | UFC 198: Werdum vs. Miocic           | 14 mai 2016       | 1     | 1:21  | Curitiba, Paraná, Brésil            | |
| Victoire      | 15-1 (1) | Daria Ibragimova        | KO (coups de poing)                       | Invicta FC 15: Cyborg vs. Ibragimova | 16 janvier 2016   | 1     | 4:58  | Costa Mesa, Californie, États-Unis  | Défend le titre des poids plumes de l'Invicta FC. |
| Victoire      | 14-1 (1) | Faith Van Duin          | TKO (coups de poing)                      | Invicta FC 13: Cyborg vs. Van Duin   | 9 juillet 2015    | 1     | 0:45  | Las Vegas, Nevada, États-Unis       | Défend le titre des poids plumes de l'Invicta FC. Performance de la soirée. |
| Victoire      | 13-1 (1) | Charmaine Tweet         | TKO (coups de poing)                      | Invicta FC 11: Cyborg vs. Tweet      | 27 février 2015   | 1     | 0:46  | Los Angeles, Californie, États-Unis | Défend le titre des poids plumes de l'Invicta FC. |
| Victoire      | 12-1 (1) | Marloes Coenen          | TKO (coups de poing et de coups de coude) | Invicta FC 6: Coenen vs. Cyborg      | 13 juillet 2013   | 4     | 4:02  | Kansas City, Missouri, États-Unis   | Remporte le titre des poids plumes de l'Invicta FC. |
| Victoire      | 11-1 (1) | Fiona Muxlow            | TKO (coups de genoux et coups de poing)   | Invicta FC 5: Penne vs. Waterson     | 5 avril 2013      | 1     | 3:46  | Kansas City, Missouri, États-Unis   | Match de sélection pour le titre des poids plumes de l'Invicta FC. |
| Sans décision | 10-1 (1) | Hiroko Yamanaka         | Sans décision                             | Strikeforce: Melendez vs. Masvidal   | 17 décembre 2011  | 1     | 0:16  | San Diego, Californie, États-Unis   | Défend le titre des poids plumes du Strikeforce. Christiane Justino gagne par TKO mais échoue au test antidopage (stanozolol), le CSAC transforme le résultat en sans décision. |
| Victoire      | 10-1     | Jan Finney              | TKO (coups de genoux au corps)            | Strikeforce: Fedor vs. Werdum        | 26 juin 2010      | 2     | 2:56  | San José, Californie, États-Unis    | Défend le titre des poids plumes du Strikeforce. |
| Victoire      | 9-1      | Marloes Coenen          | TKO (coups de poing)                      | Strikeforce: Miami                   | 30 janvier 2010   | 3     | 3:40  | Sunrise, Floride, États-Unis        | Défend le titre des poids plumes du Strikeforce. |
| Victoire      | 8-1      | Gina Carano             | TKO (coups de poing)                      | Strikeforce: Carano vs. Cyborg       | 15 août 2009      | 1     | 4:59  | San José, Californie, États-Unis    | Remporte le titre inaugural des poids plume du Strikeforce. |
| Victoire      | 7-1      | Hitomi Akano            | TKO (coups de poing)                      | Strikeforce: Shamrock vs. Diaz       | 11 avril 2009     | 3     | 0:35  | San José, Californie, États-Unis    | Combat en poids intérmédiaire. Christiane Justino dépasse le poids limite de 6 lb (3 kg).                                                                                       |
| Victoire      | 6-1      | Yoko Takahashi          | Décision unanime                          | EliteXC: Heat                        | 4 octobre 2008    | 3     | 3:00  | Sunrise, Floride, États-Unis        | |
| Victoire      | 5-1      | Shayna Baszler          | TKO (coups de poing)                      | EliteXC: Unfinished Business         | 26 juillet 2008   | 2     | 2:48  | Stockton, Californie, États-Unis    | |
| Victoire      | 4-1      | Marise Vitoria          | TKO (stomps)                              | Storm Samurai 12                     | 25 novembre 2006  | 1     | 1:27  | Curitiba, Paraná, Brésil            | |
| Victoire      | 3-1      | Elaine Santiago de Lima | TKO (arrêt du coin)                       | Storm Samurai 11                     | 21 mai 2006       | 1     | 2:46  | Curitiba, Paraná, Brésil            | |
| Victoire      | 2-1      | Chris Schroeder         | TKO (coups de poing)                      | Storm Samurai 10                     | 28 janvier 2006   | 1     | NC    | Curitiba, Paraná, Brésil            | |
| Victoire      | 1-1      | Vanessa Porto           | Decision unanime                          | Storm Samurai 9                      | 20 novembre 2005  | 1     | 0:00  | Curitiba, Paraná, Brésil            | |
| Défaite       | 0-1      | Erica Paes              | Soumission (clé de genoux)                | Show Fight 2                         | 17 mai 2005       | 1     | 1:46  | Curitiba, Paraná, Brésil            | |

## Vie privée
Cristiane Justino a été mariée durant 6 ans à Evangelista Santos lui-même pratiquant de MMA. Le couple a divorcé en décembre 2011.